# 치비타콰나
치비타콰나(이탈리아어: Civitaquana)는 이탈리아 아브루초주 페스카라도에 위치한 코무네다.